# جرافة ثلج

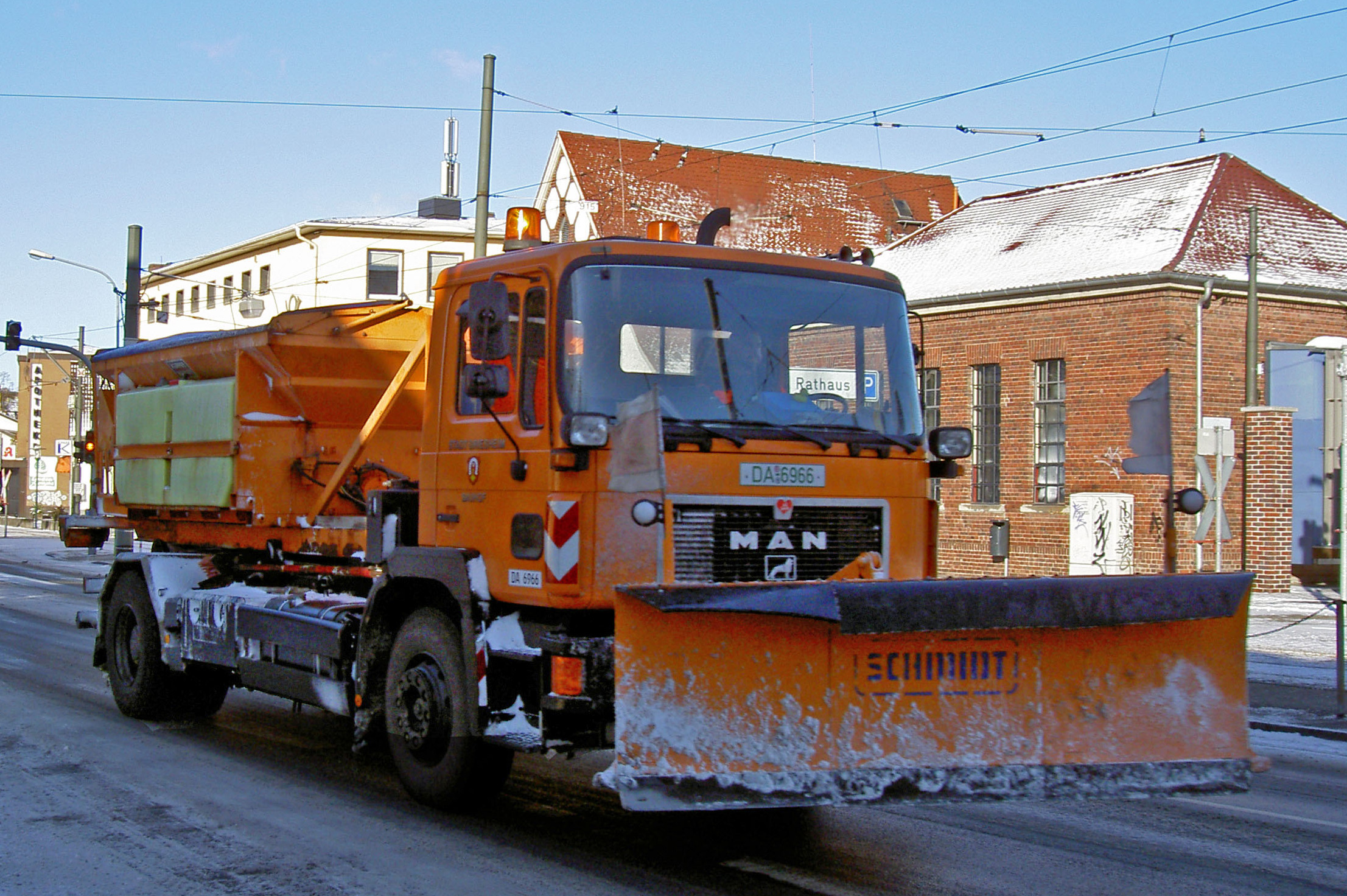
جرافة ثلج

جرافة الثلج أو محراث الثلج أو عزَّالة الثلج أو مِحفاش الثلج أو كاسحة الثلج (بالإنجليزية: Snowplow)‏ هي عربة أو أداة تُضاف إلى عربة لأجل جرف وإزالة الثلج وأحيانًا الجليد من السطوح الخارجية عادةً السطوح المستخدمة في المواصلات كالشوارع والطرقات. تُركب في حالات عديدة محاريث أو أداة جرافة إلى الجرارات والشاحنات وعربات الحمل من أجل أن تقوم بوظيفة جرافات الثلوج.

## تاريخ جرافات الثلج

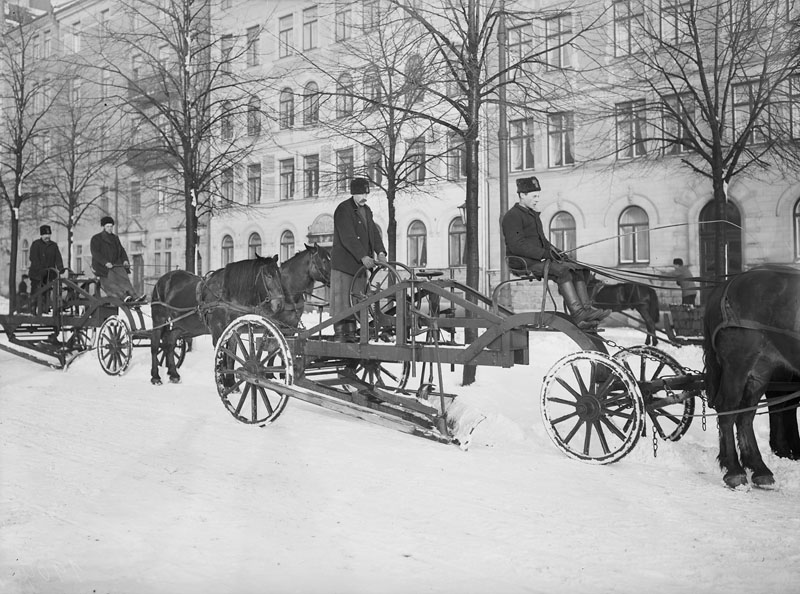
كاسحات الثلوج في السويد عام 1909

كانت العربات التي تجرها الحيوانات وعادة الأحصنة مستخدمة سابقاً في عملية جرف الثلوج من الطرقات، حيث كانت تركب عليها قطعة خشبية تقوم بالمهمة. ومع التطور التقني واختراع العربات التي تعمل على الوقود بُدِأ باستخدام العربات التي تعمل بمحرك في عملية جرف الثلوج من الشوارع والطرقات. ويعد أول استخدام للعربات التي تعمل بمحرك في عملية كسح الثلوج إلى عشرينيات القرن العشرين تقريباً في الولايات المتحدة الأمريكية. في حين أنه قد طُوّرت نفس التقنية في استخدام العربات التي تعمل بمحرك في النرويج أيضاً خلال نفس الفترة تقريباً.

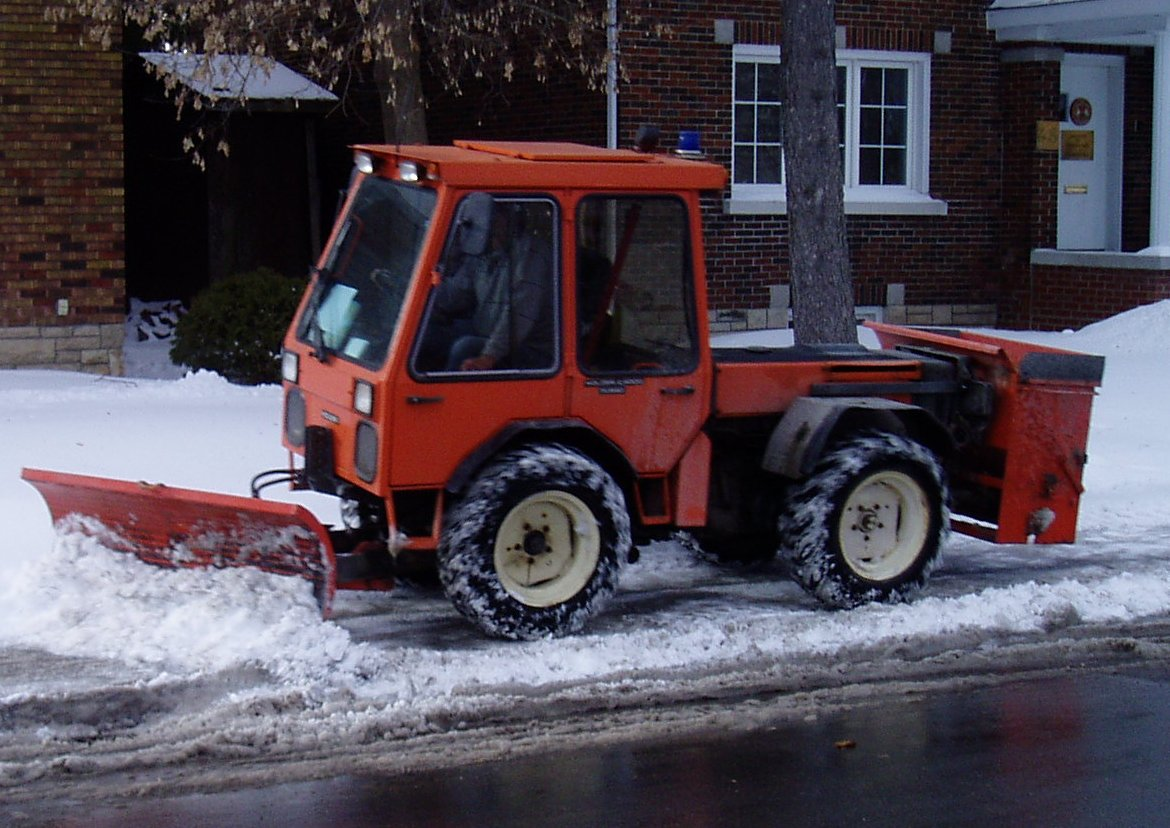
جرافة ثلج صغيرة
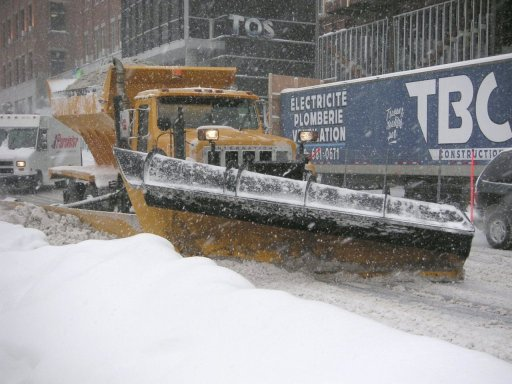
جرافة ثلج خلال قيامها بعملها
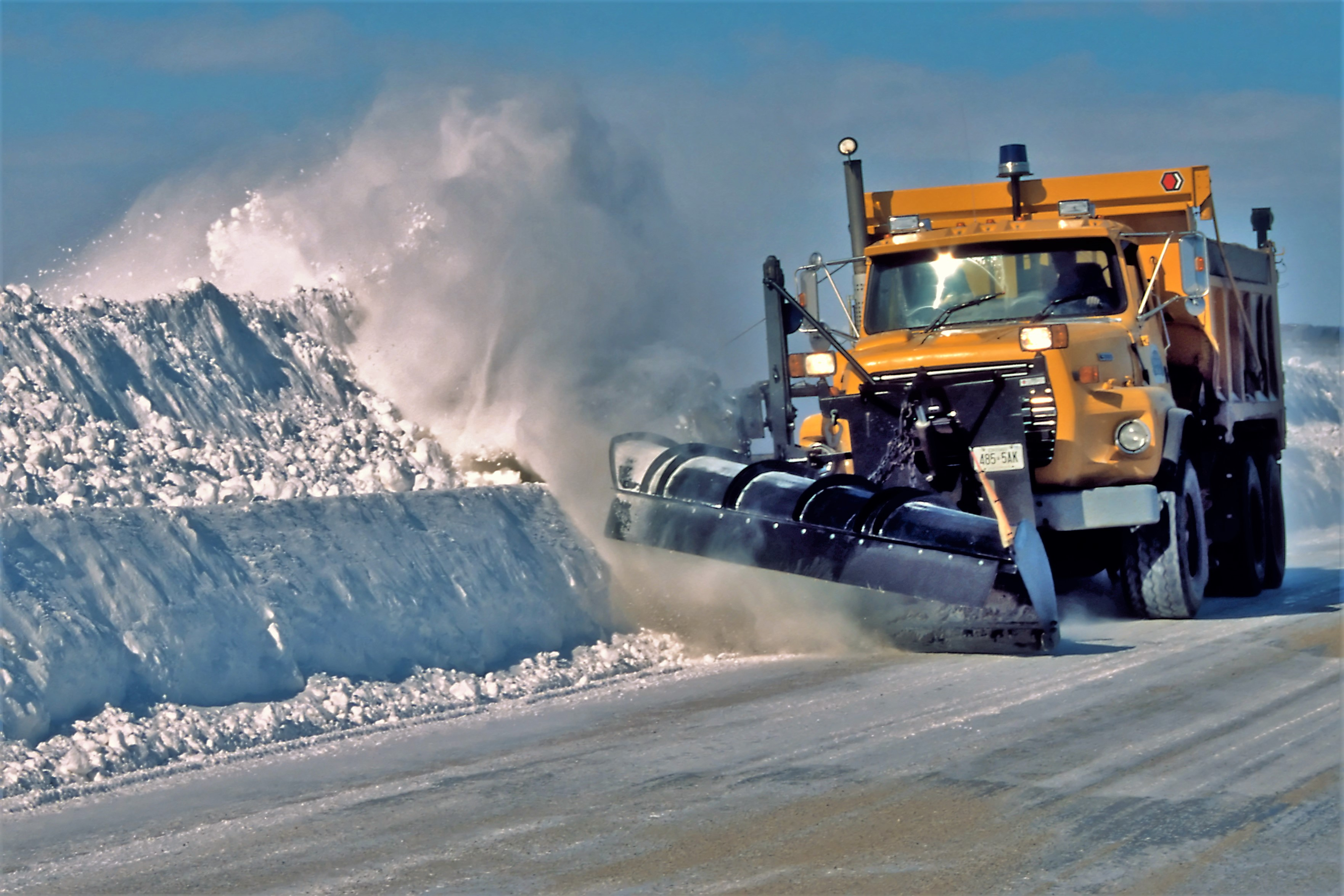
جرف الثلج
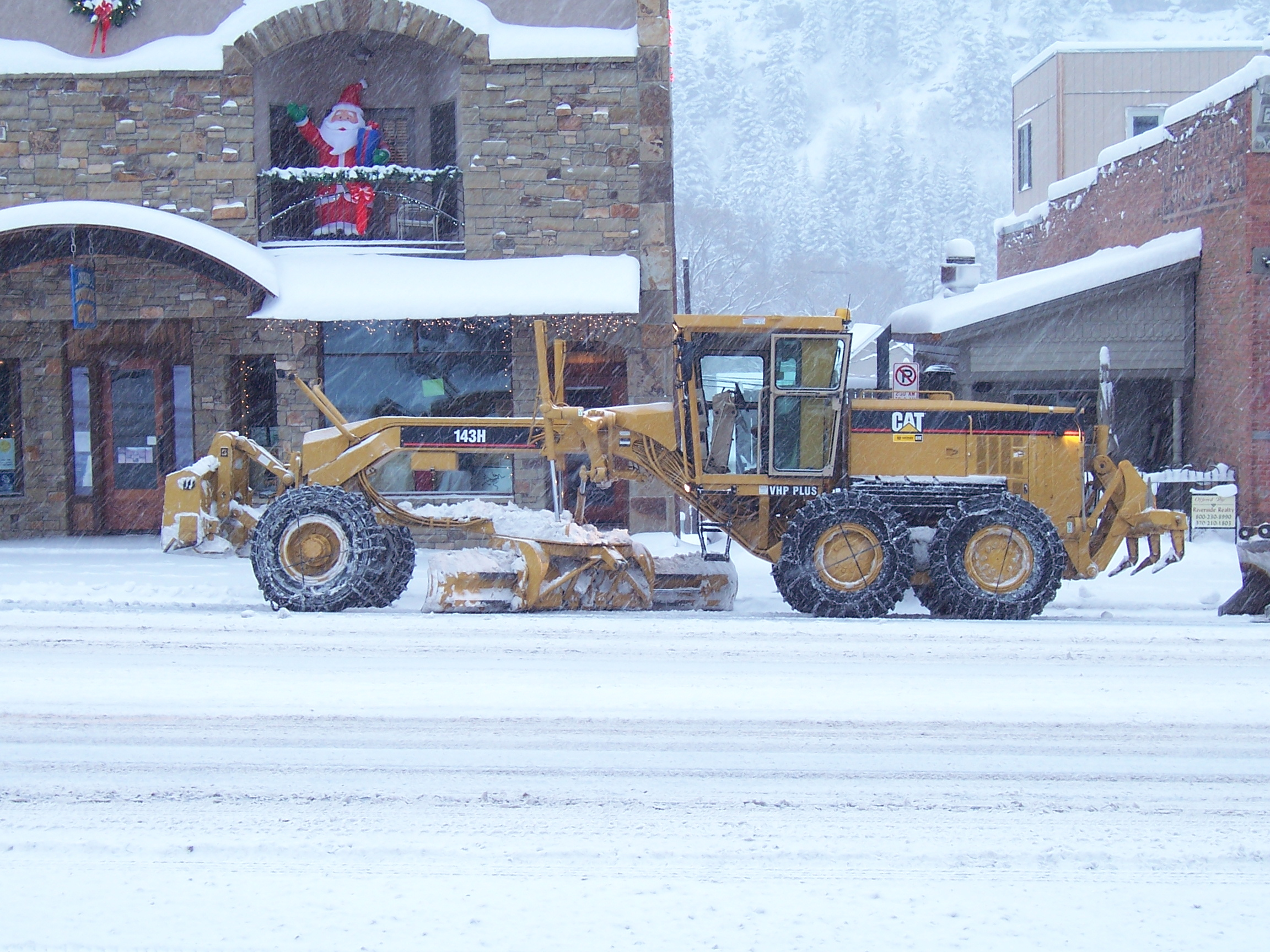
جرافة ثلج